# Minsbek
Die Minsbek ist ein etwa zwei Kilometer langer, rechtsseitiger Nebenfluss der Alster in Hamburg-Poppenbüttel.

## Geographie
Der Bach verläuft nördlich der Straße Rehmbrook in West-Ost-Richtung, schwenkt südwärts und durchfließt parallel zum Schulbergredder das Minsbeker Gehölz, unterquert den Poppenbütteler Weg (Ring 3) und mündet zwischen den Straßen Minsbekkehre und Alsterkehre in die Alster. Die Minsbek ist somit ein Gewässer 3. Ordnung. Ihre Zuflüsse sind Stofferkampgraben und Nebengraben.
Auf der Karte von Poppenbüttel aus dem Jahre 1804 wird das Minsbeker Gehölz als „Hinsbeker Gehege“ und die Minsbek als „Hinsbek“ bezeichnet.
An der Mündung in die Alster wird die Minsbek von einer Fußgängerbrücke gequert, die Teil des Alsterwanderweges ist und 2019 erneuert wurde. Hier befindet sich auch die Hundeauslaufzone Minsbek.

## Gewässerstruktur
Durch die Urbanisierung der Uferbereiche des Flusslaufes durch zahlreiche asphaltierte Straßen und versiegelte Grundstücksflächen besteht bei Starkregen erhöhte Überschwemmungsgefahr, andererseits droht bei trockener Witterung die Austrocknung des Flussbettes, was der Wasserfauna schadet. Um dieses Problem zu lindern, wurden im Flussverlauf der Minsbek mehrere Teiche und Stauanlagen angelegt, unter anderem ein Rückhaltebecken am Minsbeker Gehölz, vor dem Poppenbütteler Weg. Am Unterlauf der Minsbek zwischen Poppenbütteler Weg und Alster wurden gegen die fortschreitende Erosion im Flussbett Findlinge und Geröll eingesetzt.
Die am Schulbergredder befindliche Stadtteilschule Poppenbüttel fördert den Bachlauf und organisiert Bildungsprojekte: „Bachpatenschaft für die Minsbek“ und „Verbesserung der Gewässerstruktur der Minsbek durch Einbringung von Kiesel und Anlegen von Sohlgleiten“.

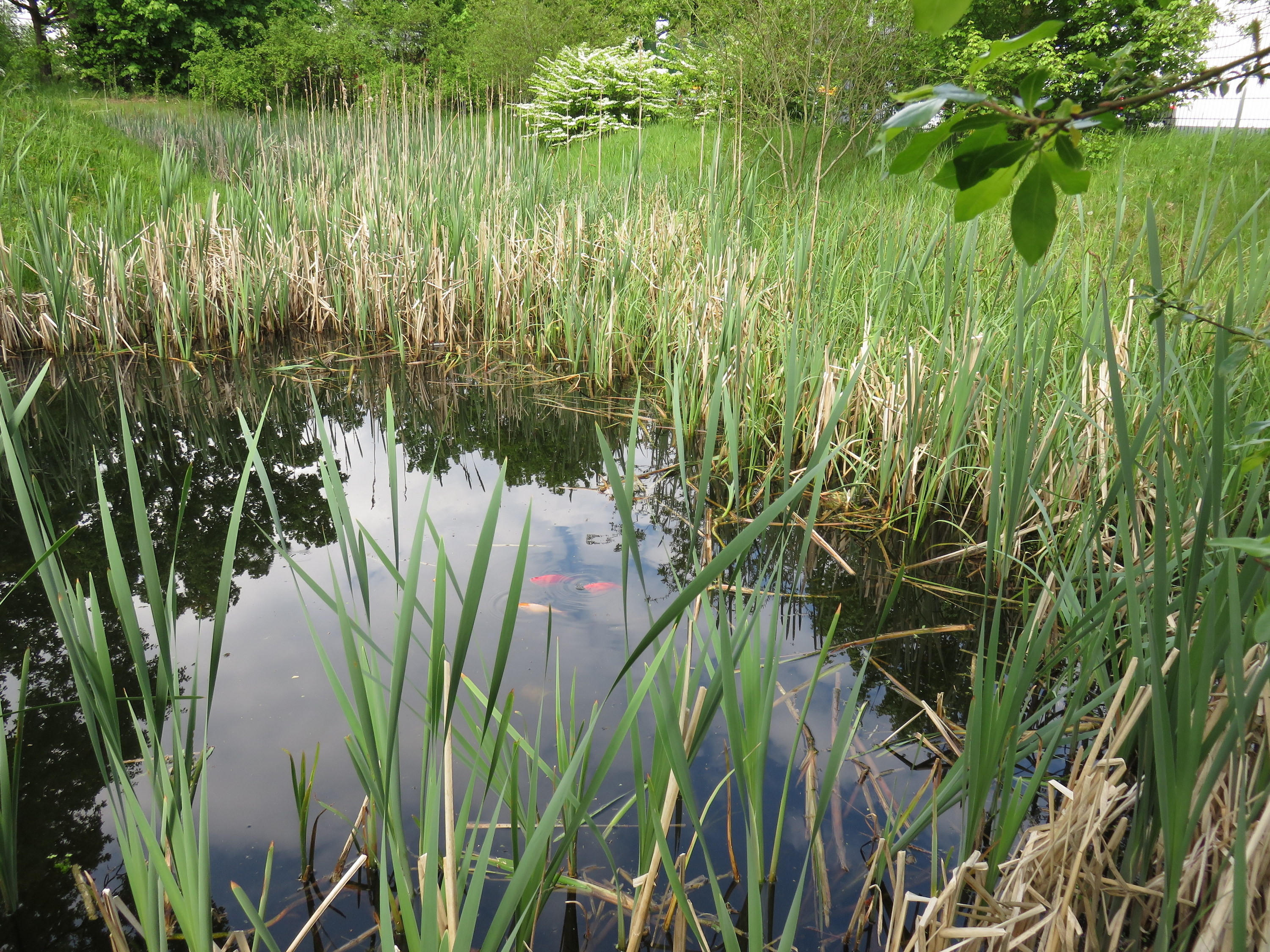
Minsbek-Rückhaltebecken an der Harksheider Straße
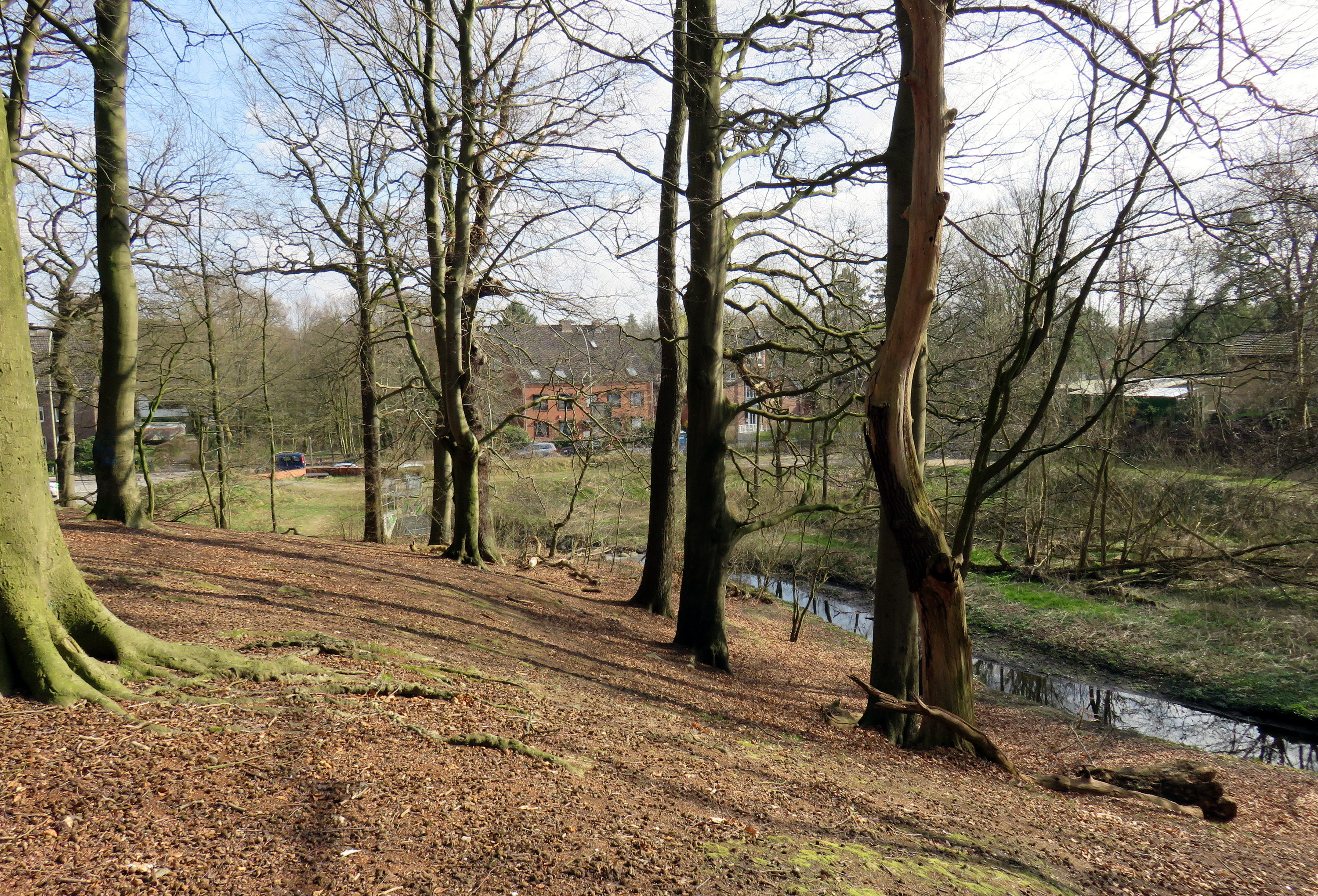
Minsbeker Gehege, Minsbek-Rückhaltebecken am Poppenbütteler Weg
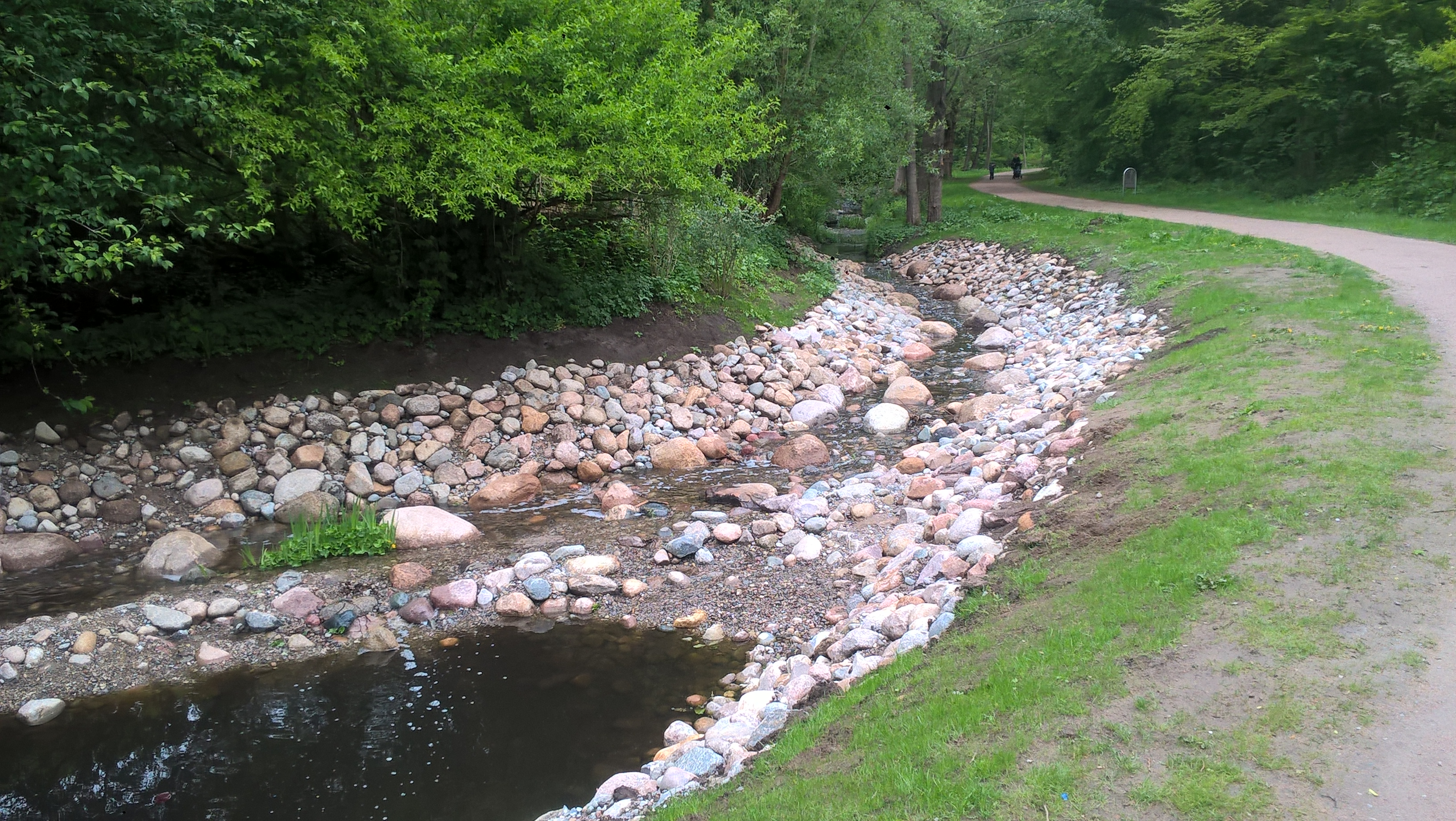
Minsbek zwischen Poppenbütteler Weg und Alstereinmündung
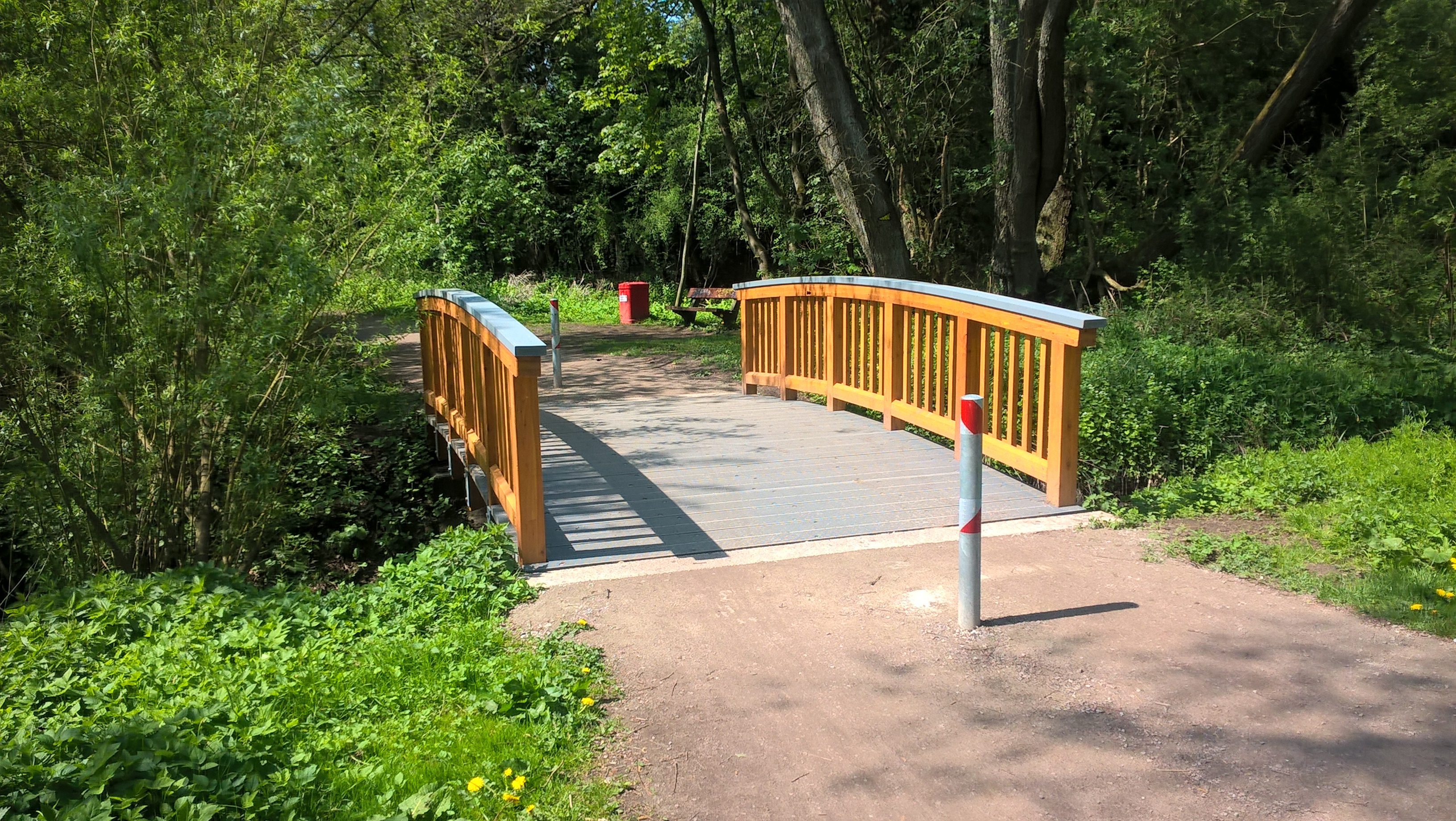
Minsbek-Brücke an der Einmündung in die Alster